# Gonatium pacificum
Gonatium pacificum là một loài nhện trong họ Linyphiidae.
Loài này thuộc chi Gonatium. Gonatium pacificum được Kirill Yuryevich Eskov miêu tả năm 1989.